# Nurudin Farah
Nuruddin Farah (somali:  Nuuradiin Faarax, em árabe: نورالدين فارح) (nascido em 24 de novembro de 1945) é um romancista somali. Seu primeiro romance, From a Crooked Rib, foi publicado em 1970 e foi descrito como "uma das pedras fundamentais da literatura moderna da África Oriental". Também escreveu peças para teatro e rádio, além de contos e ensaios. Foi professor em diversos países, como Estados Unidos, Grã-Bretanha, Alemanha, Itália, Suécia, Sudão, Índia, Uganda, Nigéria e África do Sul.
Farah é aclamado como um dos maiores romancistas contemporâneos. Vencedor dos prêmios Premio Cavour, na Itália, Prêmio Kurt Tucholsky, na Alemanha, Prêmio Lettre Ulysses, em Berlim e, em 1998, o prestigioso Prêmio Internacional Neustadt de Literatura. No mesmo ano, a edição francesa do seu romance Gifts ganhou o prémio do Festival de Literatura de St Malo.

## Vida pessoal
Filho de um comerciante e de uma poetisa, estudou filosofia e literatura na Universidade de Punjab em Chandigarh, Índia, depois de ter pensado em retornar à Somália para exercer o cargo de professor em Mogadíscio. Seus livros, críticos à ditadura de Mohamed Siad Barre, provocaram o exílio da Somália, a que só retornou em 1996. Atualmente reside na Cidade do Cabo, África do Sul. Faz visitas periódicas ao seu país. Em 1992 ele se casou com Amina Mama, com quem tem dois filhos.
Escreve em vários idiomas: árabe, amárico, italiano e  inglês. Depois de publicar um relato em somalí, ele começou a escrever em inglês. Em 1996, foi galardoado com o Prêmio Internacional Neustadt de Literatura. A nível literário, suas obras têm dois grandes protagonistas: a própria Somália e seu processo de autodestruição ("escrevo sobre meu país para mantê-lo vivo"), e o papel da mulher somalí.

## Carreira literária

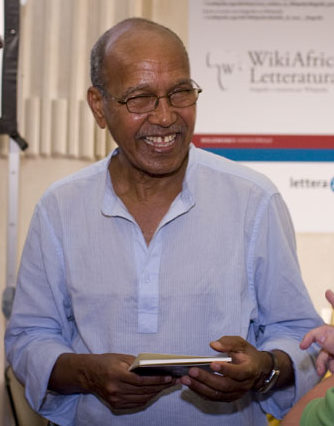
Farah no Festiva de Literatura de Mântua, setembro de 2008.

Depois de lançar um conto em sua língua nativa somali, Farah passou a escrever em inglês enquanto ainda frequentava a universidade na Índia. Seus livros foram traduzidos para 17 idiomas.
Seu primeiro romance, From a Crooked Rib (ainda não lançado em português)(1970), conta a história de uma garota nômade que foge de um casamento arranjado com um homem muito mais velho. Publicado pela Heinemann Educational Books (HEB) o romance lhe rendeu algumas críticas positivas internacionais. Numa viagem pela Europa após a publicação de A Naked Needle (sem versão portuguesa) (HEB, 1976), Farah foi avisado de que o governo somali planeava prendê-lo por causa do seu conteúdo. Em vez de regressar e enfrentar a prisão, Farah iniciou um exílio auto-imposto que duraria 22 anos, período durante o qual lecionou nos Estados Unidos, Alemanha, Itália, Suécia, Sudão, Índia e Nigéria.
Farah descreve o propósito de escrever como uma tentativa de "manter vivo o meu país escrevendo sobre ele", e para Nadine Gordimer, Prêmio Nobel de Literatura de 1991, Farah é um dos "verdadeiros intérpretes" do continente.. A reputação de Farah foi cimentada por seu romance mais famoso, Maps (1986), que se passa durante o conflito de Ogaden em 1977, emprega a técnica inovadora de narração em segunda pessoa para explorar questões de identidade cultural num mundo pós-independência. Farah seguiu com Gifts (1993) e Secrets (1998), ambos premiados. Quando escreveu para o Los Angeles Review of Books, Bhakti Shringarpure observou: “O escritor mais prolífico que a Somália já produziu, Farah mantem de facto o seu país vivo na nossa imaginação colectiva durante os últimos 40 anos."
Farah também é dramaturgo, cujas peças incluem trabalhos para o palco - A Dagger in Vacuum (produzido em Mogadiscio, 1970), The Offers (produzido em Colchester, Essex, 1975), Yussuf and His Brothers (produzido em Jos, Nigéria, 1982) - e para rádio: Tartar Delight, 1980 (Alemanha), e A Spread of Butter.
Além da literatura, Farah é um importante estudioso dos Estudos Somalis . Ele atua no Conselho Consultivo Internacional de Bildhaan: An International Journal of Somali Studies, publicado pelo Macalester College.

### Livros
- — (1970). From a Crooked Rib. African Writers; 80. London: Heinemann Educational Books.
- — (1976). A Naked Needle. African Writers; 184. London: Heinemann Educational.
- — (2000). Territoires. Paris: Serpent à Plumes.
- — (2003). From a Crooked Rib. Reprint. Introduction by Richard Dowden. London: Penguin.
- — (2014). Hiding in Plain Sight. New York: Riverhead Books.— (2015). Hiding in Plain Sight. 1st UK edition. London: Oneworld Publications.
- — (2018). North of Dawn. Riverhead Books. ISBN <bdi>978-0735214231</bdi>.

### Contos
- — (1965). Why Die So Soon?. Novella
- — (22–29 December 2014). "The start of the affair". The New Yorker. Vol. 90, no. 41. pp. 130–139..

### Não-ficção
- — (2000). Yesterday, Tomorrow: Voices from the Somali Diaspora. London: Cassell.
- — (16 December 2013). "Nelson Mandela". The Talk of the Town. Postscript. The New Yorker. Vol. 89, no. 41. pp. 26–27.
- — (12 August 2017). "This Is What Hunger Looks Like — Again". Sunday Review. The New York Times.